# Рок-Айленд (Оклахома)
Рок-Айленд (англ. Rock Island) — місто (англ. town) в США, в окрузі Лефлор штату Оклахома. Населення — 717 осіб (2020).

## Географія
Рок-Айленд розташований за координатами 35°11′6″ пн. ш. 94°28′57″ зх. д. / 35.18500° пн. ш. 94.48250° зх. д. (35.184943, -94.482531).  За даними Бюро перепису населення США в 2010 році місто мало площу 31,30 км², з яких 31,14 км² — суходіл та 0,16 км² — водойми.

## Демографія
Згідно з переписом 2010 року, у місті мешкало 646 осіб у 265 домогосподарствах у складі 192 родин. Густота населення становила 21 особа/км².  Було 287 помешкань (9/км²).
Расовий склад населення:
| - 87,8 % — білих - 8,4 % — корінних американців - 0,3 % — чорних або афроамериканців - 0,2 % — вихідців з тихоокеанських островів - 0,2 % — азіатів - 1,1 % — осіб інших рас |

До двох чи більше рас належало 2,2 %. Частка іспаномовних становила 3,3 % від усіх жителів.
За віковим діапазоном населення розподілялося таким чином: 22,4 % — особи молодші 18 років, 64,6 % — особи у віці 18—64 років, 13,0 % — особи у віці 65 років та старші. Медіана віку мешканця становила 41,4 року. На 100 осіб жіночої статі у місті припадало 98,2 чоловіків;  на 100 жінок у віці від 18 років та старших — 99,6 чоловіків також старших 18 років.
Середній дохід на одне домашнє господарство  становив 55 056 доларів США (медіана — 46 250), а середній дохід на одну сім'ю — 55 907 доларів (медіана — 46 250). Медіана доходів становила 50 750 доларів для чоловіків та 35 500 доларів для жінок. За межею бідності перебувало 21,7 % осіб, у тому числі 30,6 % дітей у віці до 18 років та 8,9 % осіб у віці 65 років та старших.
Цивільне працевлаштоване населення становило 333 особи. Основні галузі зайнятості: транспорт — 22,5 %, освіта, охорона здоров'я та соціальна допомога — 13,5 %, сільське господарство, лісництво, риболовля — 11,7 %, виробництво — 11,4 %.